# Ковен (филм)
Ковен (енгл. The Craft) је амерички тинејџерски натприродни хорор филм из 1996. године, редитеља Ендруа Флеминга, са Фаирузом Балк, Робин Тани, Нев Кембел и Рејчел Тру у главним улогама. Радња прати четири тинејџерке одбачене од остатка друштва, које вештичарством долазе до онога што су одувек највише желеле, али то проузрокује страшне последице.
Филм је премијерно приказан 3. маја 1996, у дистрибуцији продукцијске куће Коламбија пикчерс. Остварио је изненађујући комерцијални успех зарадивши 55,6 милиона долара. Добио је помешане оцене критичара који су похвалили перформансе главних глумица, режију и продукцију, али су критиковали сценарио, неусаглашеност и политичке поруке. Временом је постао култни класик.
Ковен је добио МТВ филмску награду за најбољу тучу и био номинован за Награду Сатурн у категорији најбољег хорор филма, док је Фаируза Балк била номинована за најбољу споредну женску улогу. Године 2020. објављен је наставак под насловом Ковен: Наслеђе.

## Радња
Сара Бејли, Ненси Даунс, Бони Харпер и Рошел Зимерман су четири проблематичне тинејџерке које су се недавно преселиле са својим породицама из Сан Франциска у Лос Анђелес. Друштво у новој школи их не прихвата и оне се осећају одбачено. Вештичарством оне остварују своје највеће жеље и почињу да се свете свима који су их исмевали, али то проузрокује изненађујуће последице.

## Улоге
| Глумац           | Улога              |
| ---------------- | ------------------ |
| Робин Тани       | Сара Бејли         |
| Фаируза Балк     | Ненси Даунс        |
| Нев Кембел       | Бони Харпер        |
| Рејчел Тру       | Рошел Зимерман     |
| Скит Улрих       | Крис Хукер         |
| Клиф Дејанг      | господин Бејли     |
| Кристина Тејлор  | Лора Лизи          |
| Брекин Мајер     | Мит                |
| Натаниел Марстон | Треј               |
| Хелен Шејвер     | Грејс Даунс        |
| Асумпта Серна    | Лирио              |
| Вилијам Њумен    | улични проповедник |
| Бренда Стронг    | докторка           |